# 叶夫根尼·韦利霍夫
叶夫根尼·帕夫洛维奇·韦利霍夫（俄语：Евгений Павлович Велихов，羅馬化：Evgeny Pavlovich Velikhov，1935年2月2日—2024年12月5日）是俄罗斯核物理学家。主要研究方向包括等离子体、激光、核聚变、電力工程學和磁流体力学。
他是苏联/俄羅斯科學院院士，曾任副院长，库尔恰托夫研究所主席，俄罗斯联邦公众院主席。

## 研究经历
1935年2月2日出生于莫斯科。1958年毕业于莫斯科国立大学物理系，为理论物理学学士。后在同校研究生院学习。1961年硕士毕业后在库尔恰托夫原子能研究所工作，1966年获物理与数学博士学位。他在研究所历任研究员、组长、实验室主任、特罗伊茨克研究分所所长等职务。1988年至1992年担任所长。1992年至2015年担任主席。
他的早期研究包括：流体和等离子体的研究，发现了磁旋不稳定性（1959年）和电热不稳定性（1962年）。

## 任职经历
- 第十一届最高苏维埃民族院代表（1984年-1989年）
- 苏联/俄罗斯科学院副院长（1978年3月1日-1996年11月1日）[5]
- 库尔恰托夫研究所主任（1989年-1992年），主席（1992年-2015年），名誉主席（2015年12月至今）
- 俄罗斯联邦公众院主席（2005年-2014年）
- 国际热核聚变实验反应堆理事会主席（2010年-2012年）[6]

## 社会活动
1971年加入苏联共产党。
2006年11月曾对外界表示，国际热核聚变实验反应堆不会给周围环境和人类带来任何问题。
在2012年俄罗斯总统选举期间，他被列为普京的竞选代理人。
2014年3月底，他作为俄罗斯联邦公众院主席，率代表团访问北京，并分别会见了中国经济社会理事会主席王刚和政协主席俞正声，表示愿与中方加强在国际协会内的协调与配合，进一步提升双方友好合作关系。

## 获奖
苏联

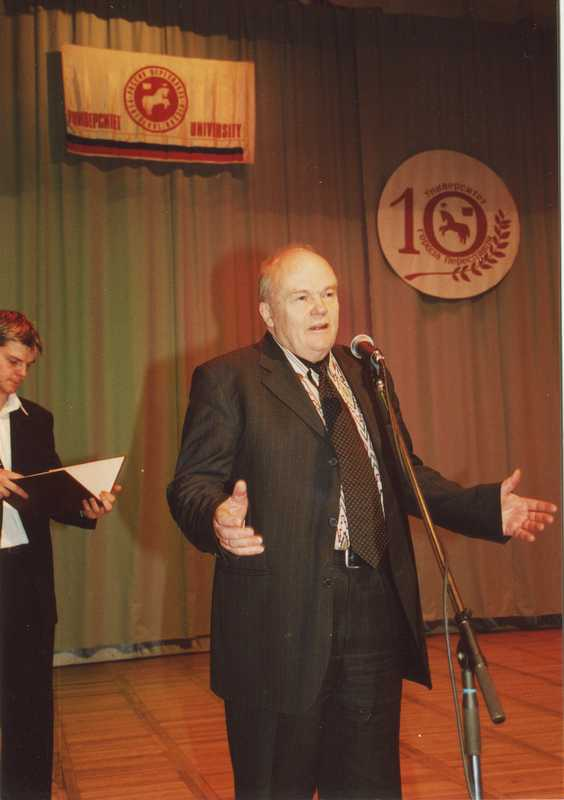
韦利霍夫在佩列斯拉夫尔大学十周年校庆上的演讲

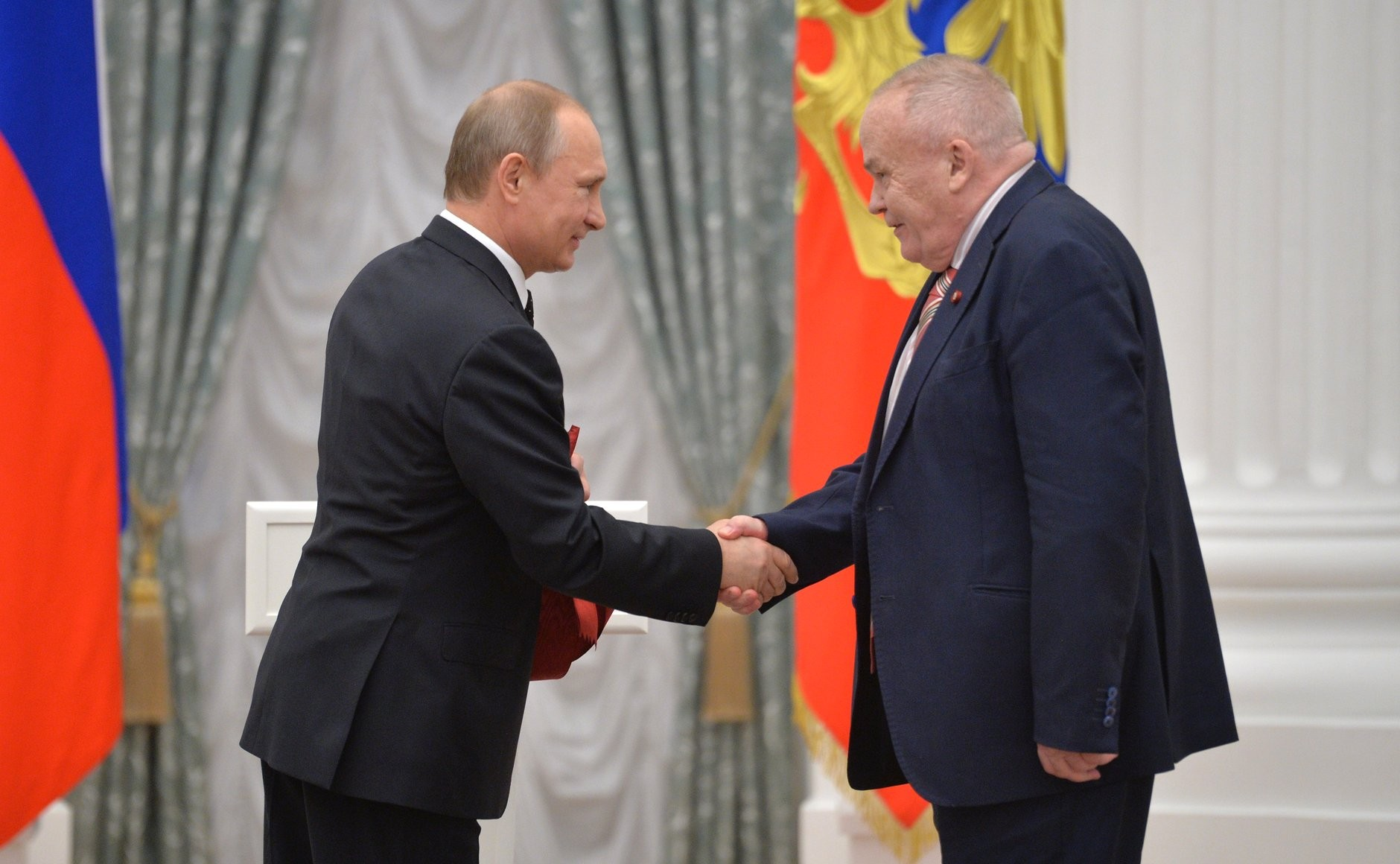
2015年5月授勋仪式

- 社会主义劳动英雄荣誉称号（1985年2月1日）
- 列寧勳章（1971年，1981年，1985年）
- 劳动红旗勋章（1975年）
- 紀念列寧誕辰一百週年獎章（1970年）
- 苏联国家奖（1977年）
- 列宁奖（1984年）

俄罗斯联邦
- 一级祖国功勋勋章（2015年2月2日）
- 二级祖国功勋勋章（2005年2月2日）
- 三级祖国功勋勋章（2000年8月17日）
- 四级祖国功勋勋章（2010年1月25日）
- 勇气勋章（1997年3月12日）
- 友谊勋章（2012年5月2日）

其他
- 全球能源奖（2006年）[10]
- 三级功勋勋章（乌克兰，2011年4月26日）
- 旭日中绶章（日本，2015年）[11]

## 学术荣誉
- 苏联科学院通讯院士（1968年11月26日-1991年）；苏联科学院院士（1974年11月26日-1991年）；俄罗斯科学院院士（1991年-）[5]
- 保加利亚科学院外籍院士（1989年）
- 瑞典皇家工程科学院荣誉院士[12]
- 圣彼得堡约费物理技术研究所荣誉会员[12]
- 塔夫茨大學名誉博士（1990年）[13]
- 聖母大學名誉博士[12]
- 倫敦大學名誉博士[12]